# Jimmy Smits
Jimmy Smits (New York, 9 juli 1955) is een Amerikaans acteur van Surinaamse en Portoricaanse afkomst. Hij werd twaalf keer genomineerd voor een Emmy Award, die hij in 1990 daadwerkelijk won voor zijn rol als Victor Sifuentes in L.A. Law. Daarnaast werd hij vier keer genomineerd voor een Golden Globe, die hij in 1996 won voor zijn rol als Bobby Simone in NYPD Blue.

## Carrière
Smits behaalde zijn bachelor aan Brooklyn College en in 1982 zijn master of fine arts aan de Cornell-universiteit in 1982. In de pilotaflevering van Miami Vice (1984) speelde hij Eddie Rivera, de eerste partner van Sonny Crockett. Rivera kwam in de betreffende aflevering om het leven. Smits werd vervolgens bekend door zijn rol als advocaat Victor Sifuentes in L.A. Law (1986–1992). In 1990 speelde Smits de rol van reparateur van de robot Conky in Pee-wee's Playhouse, een Amerikaans kinderprogramma van Paul Reubens, die Pee-wee Herman speelde. Voor Smits en verscheidene anderen, waaronder Laurence Fishburne, Phil Hartman en Sandra Bernhard was een rol in dit programma het opstapje naar groter succes. Later speelde Smits onder meer rechercheur Bobby Simone in NYPD Blue (1994–2004), presidentskandidaat Matt Santos in The West Wing (2004–2006), assistent-openbaar aanklager Miguel Prado in het derde seizoen van de televisieserie Dexter (2008) en Nero Padilla in seizoen vijf, zes en zeven van Sons of Anarchy (2012–2014).
Naast zijn rollen in televisieseries speelde Smits in een aantal films. Zo is hij te zien als de Alderaanse senator Bail Organa in de films Star Wars: Episode II: Attack of the Clones (2002), Star Wars: Episode III: Revenge of the Sith (2005), Rogue One: A Star Wars Story (2016) en de televisieserie Obi-Wan Kenobi (2022) op Disney+.
In 2021 kreeg Smits een ster in de categorie Motion Pictures op de Hollywood Walk of Fame.

## Privé
Smits vader, Cornelius, was een Surinaamse immigrant van Nederlandse afkomst. Zijn moeder, Emilina, was Portoricaanse en werkte als verpleegster. Smits was van 1981 tot 1987 getrouwd met Barbara Smits. Zij kregen twee kinderen. Sinds 1986 heeft hij een relatie met actrice Wanda De Jesús.

## Diversen
- Smits was betrokken bij de oprichting van de National Hispanic Foundation for the Arts, een organisatie die zich inzet voor het meer openstellen van media en amusement voor mensen van Latijnse afkomst.
- Zijn betrokkenheid bij Puerto Rico uit zich in regelmatige bezoeken aan het eiland. Hij werd gearresteerd na deelname aan protesten tegen oefenbombardementen door de Amerikaanse marine op het Portoricaanse eiland Vieques.